# 捍衛家庭學生聯盟
捍衛家庭學生聯盟，簡稱捍家盟，是台灣基督教右派學生發起的社會團體，立案名稱為中華家庭教育與權益促進協會，政治訴求為反對婚姻平權（反對同性婚姻合法化）。

## 以中華家庭教育與權益促進協會之名立案
捍家盟成員於2017年4月籌組中華家庭教育與權益促進協會，4月8日舉行首次會員大會及理監事會，並於2017年6月29日立案為社會團體，成為反同婚陣營串連登記的首個人民團體理事長為東吳大學德國文化學系碩士班學生謝育展，副理事長為陳佳音及賴明億。幹部主要來自基督教國語教派，但成員自稱是透過網路自主串連，沒有教會經費策動或扶植，代表人謝育展也說「我們並不是傀儡」。協會宣稱宗旨為：「增進國民家庭及下一代生活知能，健全國民身心發展，營造幸福家庭，重建國民家庭教育及性別平等教育，以建立祥和社會。」

## 爭議事件

### 總召以納粹扮裝參與反同集會與政黨尾牙
繼2013年下一代幸福聯盟於凱道舉辦反同志集會時，有參與者穿著囚殺、屠殺猶太人與同性戀者的德國納粹黨人軍裝引發爭議後，施俊宇也被pHd臉書專頁揭露，總召本身為台聯黨黨員，並於2015年在政黨台聯尾牙活動時穿著納粹軍裝慶祝。

### 招攬反同婚走路工，待遇優於勞基法
2016年11月13日，下一代幸福聯盟號召反同民眾前往凱道示威，然而在活動前兩天，捍家盟被力挺同婚學生陣線踢爆，其總召施俊宇竟在臉書上招攬反同婚走路工，工作內容為待在施俊宇身邊、聽他演講，過程可戴口罩，津貼優於勞基法。施俊宇事後雖辯駁是在徵求製作文宣的工作人員，但仍與貼文內容不符。

### 發起街頭宣傳，傳單被控錯誤洗腦
2017年1月，捍家盟宣布發起「守護家庭x遍地開花」活動，將印製傳單、動員發傳單，被平權團體批評只會拷貝婚姻平權小蜜蜂，而且傳單內容還幾乎都是錯誤訊息，若民眾不察恐會被洗腦。

### 抹黑高雄第一科大性別平等講座
國立高雄第一科技大學2017年3月14日寄給校內同學題為「3P有一套、性福一把罩」的性別平等教育活動宣傳，並詳細列舉了3P分別代表的意義（Prepare良好準備，Prevent預防親密暴力、傷害風險與性騷擾，以及Protect自我保護與尊重他人）與各別的講座活動，結果捍家盟22日卻在臉書上斷章取義指控該校「公然舉辦3P性愛解放講座」。高第一科大兩度行文要求捍家盟更正澄清卻未獲回音，發表聲明表達嚴正抗議，並保留法律追訴權。

### 發起募款引疑慮 改募二手車
2017年4月上旬捍家盟總召施俊宇在內部社團張貼募款六十萬元購置汽車作為行動辦公室的文宣，並聲稱此專案之收支將登錄於同月籌組的臺灣家庭協會臉書專頁，被知名同志人士四叉貓揭露後，改在line群組募二手車。

### 被控違法募款 遭衛服部與桃園市政府調查
2017年上半年，捍家盟尚未申請到勸募字號時，便在網路臉書粉絲專頁公開發起募款，聲稱「每月固定需要9萬5千元，邀請您透過行動一起支持！捐款網址…」，被民眾投訴公開捐款方式已涉嫌從事違法勸募行為，施俊宇辯稱這是被動張貼捐款帳號而非主動募款，衛服部則表示將請桃園市政府了解是否違法。

### 指稱花蓮縣吉安鄉化仁國小彩虹跑道為同運
2021年1月，捍衛家庭學生聯盟譴責六色同運彩虹入侵花蓮縣吉安鄉的國小校園，認為化仁國小使用公帑推廣同性戀文化，並呼籲校長出來說明。實際上該校國小操場慣例皆為6道或國際標準8道，跑道由六個顏色象徵熱情、健康、活力、山、海，與學生跆拳道社團、足球隊、原住民樂舞團，並無特別象徵六色LGBT彩虹。。

## 相關團體
- 下一代幸福聯盟（下福盟）
- 台灣宗教團體愛護家庭大聯盟（護家盟）
- 信心希望聯盟（信望盟）
- 安定力量聯盟（安定力量）
- 風向新聞（中華愛傳資訊媒體發展協會）
- 中華家庭教育與權益促進協會
- 東台灣守護幸福家庭行動聯盟（東福盟）
- 次世代家庭教育協會

## 外部連結
- 捍衛家庭學生聯盟臉書專頁
- 臺灣家庭協會臉書專頁